# Ivaylo Yordanov
Ivaylo Stoimenov Iordanov, em búlgaro, Ивайло Стоименов Йорданов (Samokov, 22 de abril de 1968), é um antigo futebolista da Bulgária, que jogava como atacante. É atualmente director desportivo da equipa búlgara Lokomotiv Gorna.
No Sporting fez 226 jogos oficiais e 71 golos durante 10 anos, ganhando um Campeonato, uma Taça de Portugal e uma Supertaça.

## Biografia
Nascido em Samokov, o pai de Iordanov era militar, tendo sido jogador de futebol e um dos primeiros treinadores do filho. Começou por jogar no PFC Rilski Sportist.

Fez dois anos de tropa entre a Bulgária e a União Soviética, antes de se iniciar no campeonato principal de futebol da Bulgária. A sua principal referência no futebol é o internacional inglês Bryan Robson, do Manchester United.

No Verão de 1995 sofreu um grave acidente de viação na Bulgária, fracturando a coluna. Voltou a jogar 3 meses depois.

Em 1997 foi-lhe diagnosticado esclerose múltipla, mas continuou a jogar normalmente.

Após o final de carreira em 2001, voltou à Bulgária, onde montou um negócio de camiões.

## Carreira
A sua estreia no campeonato principal de futebol da Bulgária deu-se no Lokomotiv Gorna Oryahovitsa, em 1989.

Disputou 50 jogos pela Seleção Búlgara de Futebol, marcando 3 golos. Sete destes jogos foram pelas Copas do Mundo de 1994 nos Estados Unidos e 1998 na França. Participou igualmente no Campeonato Europeu de Futebol de 1996, na Inglaterra.
Iordanov jogou pelas equipas do Rilski Sportist em Samokov, no Lokomotiv em Gorna Oryahovitsa e no Sporting Clube de Portugal, clube onde chegou em junho de 1991. Foi o primeiro capitão estrangeiro do clube. É um símbolo em Alvalade, sendo uma das figuras mais queridas do clube.
Em 2001 terminou a carreira no Sporting.

## Títulos
- 4º Lugar no Campeonato do Mundo de Futebol de 1994
- 1 Campeonato de Portugal
- 1 Taça de Portugal
- 1 Super Taça